# JGS Kvarn AB
J.G.S. Kvarn AB var ett kvarnföretag i Norrköping, grundat 1844.
1913 ombildades företaget till aktiebolag, med tillverkning av mjöl och gryn. 1952-1957 var företaget dotterbolag till J G Swartz AB, innan det 1957 såldes till AB Kvarnintressenter i Malmö.